# Euphrosine affinis
Euphrosine affinis är en ringmaskart som beskrevs av Horst 1903. Euphrosine affinis ingår i släktet Euphrosine och familjen Euphrosinidae. Inga underarter finns listade i Catalogue of Life.